# 天大将军增九
仙女座58，又名BD+37 486，HD 13041、SAO 55289、HR 620，是仙女座的一颗恒星，视星等为4.82，位于銀經139.31，銀緯-22.55，其B1900.0坐标为赤經2h 2m 26.9s，赤緯+37° -22.55′ 5″。